# Castel Coburgo
Castel Coburgo (in tedesco Ansitz Koburg) è un maniero medievale che si trova nella frazione di Gudon del comune di Chiusa in Alto Adige.
Il castello fu costruito nel XIV secolo dai signori di Gudon che ne furono proprietari fino al 1525. In seguito divenne appannaggio dei von Mayrhofer fino al 1814. Quindi passò a dei contadini e infine alla famiglia Huber.
La struttura del maniero è abbastanza regolare. Una cinta muraria con un portale d'accesso a sesto acuto circonda il palazzo residenziale. Quest'ultimo, di forma rettangolare, è alto due piani con un caratteristico tetto a padiglione. All'interno sono presenti affreschi che rappresentano stemmi, scene di caccia e arazzi.
Il castello è proprietà privata e non è normalmente visitabile